# Михаела Филева
Михаела Тинкова Филева е българска певица, автор на текстове и песни, озвучаваща актриса, танцьорка и активистка за човешки права на ЛГБТ граждани и хора в неравностойно положение.
През 2011 участва в първото издание на X Factor. Още същата година сключва договор и става най-продаваният артист на музикалния издател „Монте Мюзик“. 
От 2025 г. е самопродуциращ се изпълнител.

## Биография
Родена е на 15 май 1991 г. в град Велико Търново. През детството си живее в град Дебелец с майка си Албена Филева (родена Ковачева) при баба си и дядо си. На 5-годишна възраст през 1996 г. започва уроци по пиано при Петя Кръстева. Нейни вокални педагози са Мария Касабова и Петя Кръстева. Възпитаник е на естрадно студио „Румина“, чрез което участва в редица конкурси и фестивали в Молдова, Франция, Италия, Полша.
В периода 2002 – 2009 г. участва в редица музикални фестивали и конкурси в България. През 2002 г. печели първо място в конкурса „Звездици“ във Велико Търново, през 2004 г. – първо място в „Лачени обувки“ в Берковица, 2006 г. – Гран при от „Сребърна Янтра“ във Велико Търново. През 2007 г. Стефан Диомов ѝ връчва трето място в конкурса „Съзвездие“ в Шумен, получава специалната голяма награда на журито с председател Георги Христов в конкурса „Нова музика“ в Горна Оряховица, а година по-късно на същия конкурс заема второ място. Участва и в конкурса „Звездици за Лора“ в Свищов през 2007 г., като печели първо място, а през – Гран при. През 2008 г. печели още две първи места в конкурсите „Магията на песента“ в Търговище и „Медени гласчета“ в Кубрат. През 2009 г. отново е първа в „Магията на песента“. 
През 2008 г. получава Гран при от Годишни музикални награди „Сезони“ в Бургас и от „Сарандев“ в Добрич, първите места от „Лица на приятели“ в Кагул, Молдова, „Две сърца близнаци“ в Кишинев, Молдова (дублира първото място и през 2009 г.). През 2009 г. от третия конкурс „Звезди над Дунав“ в Силистра отново си тръгва с първа награда, получава първо място и от „Морско конче“ – Варна, представя България в конкурса „Карпатия фест“ в Жежов, Полша, а в 18-ото издание на конкурса „Откритие“ във Варна печели трета награда за изпълнението на авторската песен на Петко Савов „Не знаеш“.
През 2005 г. кариерата ѝ получава тласък, след като участва в първото телевизионно музикално риалити за млади таланти в България „Хит минус едно“, откъдето набира популярност. След като печели един от сезоните на предаването, през 2006 г. е поканена от неговия автор Кирил Ампов за съ-водеща.[източник? (Поискан преди 32 дни)]
През 2010 г. завършва Природо-математическа гимназия „Васил Друмев“ в родния си град. Приета е в НМА „Панчо Владигеров“, в специалност „Поп и джаз пеене“, в класа на проф. д-р Стефка Оникян. Завършва бакалавър в НМА, след това и магистър със специалност „Вокална педагогика“.
През 2011 г. участва в първото издание на българския вариант на музикалното шоу X Factor, като достига финалите на шоуто. През същата година подписва договор с музикалния издател „Монте Мюзик“, зад който стои поп музикантът Владимир Ампов – Графа.
В началото на 2025 г. прекратява договора си с Монте Мюзик и става самопродуциращ се изпълнител с разпространител Уорнър Мюзик Груп.

## Музикална кариера
Михаела Филева има песни, които не са издавани като видео-сингли, като „За да заспя“ (2007) – автор Петко Савов, която е първата издадена нейна песен, записана през 2006 г., и поставя началото ѝ на индивидуален изпълнител, и „Малка, нежна“ (2009) – автор: Димитър Атанасов.
През 2012 г. излиза сингълът с нейното участие „Когато ти трябвам“ (заедно с рапъра Били Хлапето). През същата година записва песен към реклама за пудинг Dr. Oetker. По-късно издава и „Опасно близки“ с участието на Вензи.
Печели поредица от награди: „Жена на годината“ в категория „Музика“ за 2013 г., според читателите на списание „Грация“; „Пробив на годината“ за 2012 г. (359 Hip Hop Awards), „Изпълнителка на годината“ за 2013 г. (BOX TV); „Дебют“ за 2012 г. (БГ радио); „БГ Изпълнителка“ за 2014, 2015 и 2016 г. (БГ радио).
През ноември 2014 г. излиза първата ѝ авторска песен, по нейни музика и текст – „И аз съм тук“. През 2015 г. песента ѝ носи наградата „Най-добър текст“ на БГ радио.
На 28 май 2015 г. е официалното представяне на дебютния албум на Михаела Филева, озаглавен „Инкогнито“.
На 11 май 2016 г. излиза песента „Филм за двама“. На 13 юли 2016 г. излиза песента „Танцувам само за теб“, придружена с видеоклип. Искрен Тончев – Искрата участва в този сингъл. Песента е представена и на Годишните музикални награди на БГ Радио.
През 2017 и 2018 г. издава редица авторски парчета, както и дуети с различни музиканти. На 29 май 2018 г. е официалното представяне на втория ѝ албум „Нова страница“, в който вземат участие Вензи, Павел и Венци Венц, Искрата и др.
На 18 април 2019 г. изнася първия си самостоятелен концерт в зала 1 на НДК. След успеха му Филева стартира самостоятелно национално турне в Пловдив, Благоевград, Велико Търново и Варна.
През 2019 и 2020 г. издава различни видео-сингли – колаборации и самостоятелни.
През 2020 г. излиза концертният албум Mihaela Fileva – live at NDK.
На 15 май 2021 г. е официалното представяне на четвъртия ѝ албум „Ин и Ян“, посветен на дядо ѝ Добри Ковачев, починал през 2021 г. В албума вземат участие Свилен Ноев, Орлин Павлов, Жлъч, NDOE, FeeL и Toto H.
През същата година Михаела Филева стартира „Турне – май, 2021“ заедно със световно известния диригент и цигулар Максим Ешкенази. Турнето се провежда в 6 български града – Варна, Видин, Враца, Стара Загора, Русе и Шумен, като в някои от градовете се обявява и втори час, поради големия интерес.
След огромният успех на турнето Михаела Филева и Максим Ешкенази стартират лятно турне, озаглавено „Ин и Ян“, проведено в седем български града, на което представят четвъртия студиен албум на Филева със специалното участие на Симфоничните оркестри на България, на които Максим Ешкенази е диригент[ неясно? ].

## Други дейности
През 2014 г. участва в танцовото риалити Dancing Stars. Неин партньор е Светльо, с когото приключват втори в надпреварата.
През 2016 г. е жури в петия сезон на „България търси талант“.
Тя е ментор в музикалното предаване „Гласът на България“ през 2019 г. (6) и 2020 г. (7).
През 2018, 2019, 2021 и 2023 г. Филева е сред изпълнителите на официалния концерт на София Прайд.
Профилирана е в „Хора с глас“, издание на фондация GLAS на Симеон Василев, събиращо историите на 37 правозащитници на ЛГБТ права в България.
През 2025 г. участва в тринадесетия сезон на „Като две капки вода“.

## Кариера на озвучаваща актриса
Филева често озвучава персонажи в нахсинхронните дублажи на пълнометражни анимационни филми. През 2016 г. дублира Бианка в „Овца или вълк“, на следващата година е избрана за българския глас на Смърфиета в „Смърфовете: Забравеното селце“, а през 2019 г. озвучава Джун в „Парка на чудесата“.

## Актьорска кариера
През 2022 г. Филева играе ролята на Изабел Костова в сериала „Мен не ме мислете“.

## Дискография

### Студийни албуми
| 2015 | „Инкогнито“                                                      | Монте мюзик | Монте мюзик | Монте мюзик | Монте мюзик | Монте мюзик |
| 2018 | „Нова страница“                                                  | Монте мюзик | Монте мюзик | Монте мюзик | Монте мюзик | Монте мюзик |
| 2020 | „Концерт на Михаела Филева в зала 1 на НДК 2019 г.“ (live албум) | Монте мюзик | Монте мюзик | Монте мюзик | Монте мюзик | Монте мюзик |
| 2021 | „Ин и Ян“                                                        | Монте мюзик | Монте мюзик | Монте мюзик | Монте мюзик | Монте мюзик |
| 2023 | „96“                                                             | Монте мюзик | Монте мюзик | Монте мюзик | Монте мюзик | Монте мюзик |

### Сингли
| Година | Песен                                                   |
| ------ | ------------------------------------------------------- |
| 2006   | „За да заспя“                                           |
| 2009   | „Малка, нежна“                                          |
| 2012   | „Когато ти трябвам“ – дует с Били Хлапето               |
| 2012   | „Опасно близки“ – дует с Вензи                          |
| 2013   | „A дано, ама надали“ – дует с Графа & Вензи             |
| 2013   | „Дай знак пак“ – дует с „Абсолютни животни“             |
| 2013   | „Приливи и отливи“                                      |
| 2014   | „Има ли начин“ – дует с Никнейм                         |
| 2014   | „В реда на нещата“ – дует с Били Хлапето                |
| 2014   | „Едно наум“                                             |
| 2014   | „И аз съм тук“                                          |
| 2015   | „На ръба на лудостта“ – дует с Графа                    |
| 2015   | „Забранен достъп“ – дует с Дивна & Прея                 |
| 2015   | „Инкогнито“                                             |
| 2016   | „Филм за двама“                                         |
| 2016   | „Танцувам само за теб" – дует с Искрен Тончев – Искрата |
| 2017   | „Конец“                                                 |
| 2017   | „Любов“ – дует с Павел & Венци Венц                     |
| 2017   | #BOYCOTT – дует с Вензи                                 |
| 2017   | „Последни думи“                                         |
| 2018   | „Без етикети“                                           |
| 2018   | „Играем за победа“ – дует с Искрен Тончев – Искрата     |
| 2018   | „Цяла нощ“                                              |
| 2018   | „Хронометър“ – дует със Свилен Ноев                     |
| 2019   | „Нова страница“                                         |
| 2019   | „Латино сеньорита“ – дует с Йонислав Йотов – Тото       |
| 2019   | „Завръщане“ – дует с Орлин Павлов                       |
| 2019   | „Изгубени в рая“                                        |
| 2020   | „На другия край на света“ – дует с NDOE                 |
| 2020   | „Родена с късмет“                                       |
| 2020   | In your eyes – дует с Даниеле Гуастела                  |
| 2020   | „100 на 100“                                            |
| 2021   | „Счупен град“ – дует с EXC                              |
| 2021   | „Ин и Ян“                                               |
| 2021   | „Адженда“ – дует с Графа                                |
| 2022   | „Опора“                                                 |
| 2022   | „По-добра от мен“                                       |
| 2022   | „Обсебен“                                               |
| 2023   | „По навик“                                              |
| 2023   | „Любов без имена“                                       |
| 2023   | „Bésame, mi amor“ – дует с Вензи                        |
| 2024   | „Всичко е било за добро“ – дует с Дара Екимова          |
| 2024   | „La Música“                                             |
| 2025   | „Последна сълза“                                        |
| 2025   | „Допаминов герой“                                       |

## Награди (от 2012 г.)
| Година                             | Награда                                | Песен / Композитор / Албум | Фестивал           |
| ---------------------------------- | -------------------------------------- | -------------------------- | ------------------ |
| 2012                               | Награда за дебют                       |                            | БГ Радио           |
| 2012                               | Награда за пробив                      |                            | 359 Hip Hop Awards |
| 2013                               | Награда за изпълнителка на годината    |                            | BOX TV             |
| 2013                               | Жена на годината, категория музика     |                            | Сп. Grazia         |
| 2014                               | Награда за изпълнителка на годината    |                            | БГ Радио           |
| 2015                               | Награда за изпълнителка на годината    |                            | БГ Радио           |
| Награда за най-добър БГ текст      | за песента „И аз съм тук“              |                            | БГ Радио           |
| Жена на годината, категория музика |                                        | Сп. Grazia                 |                    |
| 2016                               | Награда за изпълнителка на годината    |                            | БГ Радио           |
| 2016                               | Награда за Най-добър БГ албум          | за албума „Инкогнито“      | БГ Радио           |
| 2019                               | Награда за Най-добър БГ албум          | за албума „Нова страница“  | БГ Радио           |
| 2020                               | Награда за изпълнителка на годината    |                            | БГ Радио           |
| 2022                               | БГ модна икона, категория музика       |                            | Академия за мода   |
| 2025                               | "Телевизионна икона", категория музика |                            | сп. EVA            |

## Филмография
- „Мен не ме мислете“ (2022) – Изабел Костова

### Роли в озвучаването
- 2016 – „Овца или вълк“, Бианка (Про Филмс)
- 2017 – „Смърфовете: Забравеното селце“, Смърфиета (Александра Аудио)
- 2019 – „Парка на чудесата“, Джун (Андарта Студио)
- 2020 – „Овца или вълк 2: Голям прас“, Бианка (Про Филмс)